# Romuald Piotrowski
Romuald Piotrowski (ur. 5 lutego 1844 w Skarboszewie koło Strzelna, zm. 28 stycznia 1926) – lekarz polski, działacz społeczny.
Walczył w powstaniu styczniowym. Podjął następnie studia medyczne i uzyskawszy dyplom lekarza w 1874, pracował krótko w Łobżenicy, by w 1875 osiąść na stałe w Gołańczy. Był zaangażowany w działalność licznych organizacji społecznych w Gołańczy, przez 39 lat zasiadał we władzach miejscowego banku ludowego. Był też wieloletnim radnym miejskim. Po odzyskaniu przez Polskę niepodległości został pierwszą osobą, wyróżnioną honorowym obywatelstwem Gołańczy. W 1924 obchodził jubileusz półwiecza pracy zawodowej.
Był żonaty z Kazimierą z domu Graff, miał syna Wacława, skrzypka, muzykologa, krytyka muzycznego.
Zmarł 28 stycznia 1926, do końca życia pozostając czynnym lekarzem. Pochowany został na cmentarzu w Gołańczy, a w pogrzebie uczestniczyły tłumy mieszkańców miasta. Jak opisano we wspomnieniu pośmiertnym w „Dzienniku Poznańskim”, był to „pogrzeb, jakiego dotychczas miasto nasze nie widziało”, a sam zmarły scharakteryzowany został jako obywatel, „w którym harmonijnie kojarzyły się trzy wielkie zalety: wybitne uzdolnienie fachowe, kryształowa prawość charakteru i bezinteresowna gorliwość w spełnianiu swych obowiązków, tak w swym zawodzie, jak i na niwie pracy społecznej. Jego filantropijno-lekarska działalność, jego bezinteresowność i skromność, jego wciąż uśmiechnięta twarz zyskały mu powszechną miłość i szacunek wszystkich”.
Ulicy w Gołańczy, przy której mieszkał, nadano jego imię.